# Campeonato Maranhense de Futebol de 2019 - Segunda Divisão
O Campeonato Maranhense de Futebol de 2019 foi a 19ª edição da competição organizada pela Federação Maranhense de Futebol. A competição levaria o clube a uma vaga para o Campeonato Maranhense de Futebol de 2020 e para a Copa FMF de 2019 .

## Regulamento
Os dez clubes estão divididos em 2 grupos com cinco equipes e disputarão as partidas, em turno único, dentro de seus grupos. Serão rebaixados para a Terceira Divisão ( que foi cancelada sendo substituída pela pré Série B do Campeonato Maranhense )   o último colocado de cada grupo, além do perdedor de um playoff entre os dois penúltimos colocados de cada grupo.
As semifinais serão em jogo único e a final terá jogos de ida e volta. O campeão garante acesso para a Primeira Divisão em 2020 e também jogará a Copa FMF 2019.

### Grupos
Grupo A: Bacabal, Balsas, Atlético Bacabal, Boa Vontade e ITZ Sport
Grupo B: Timon, Chapadinha, Viana, Expressinho e Juventude

## Equipes Participantes

### Rebaixados
| Pos. | Rebaixados da Primeira Divisão de 2018 |
| ---- | -------------------------------------- |
| 8º   | Bacabal                                |

Abaixo a lista dos clubes interessados a participar do campeonato que acontecera no segundo semestre de 2019. As equipes terá sua participação confirmada pela Federação Maranhense de Futebol e poderá haver desistência de algum clube até o inicio da competição.
| Baixa | Equipes rebaixadas da Primeira Divisão de 2018 |

## Primeira Fase

### Grupo A
| Pos | Times            | Pts | J | V | E | D | GP | GC | SG |
| --- | ---------------- | --- | - | - | - | - | -- | -- | -- |
| 1   | Boa Vontade      | 10  | 4 | 3 | 1 | 0 | 7  | 2  | 5  |
| 2   | Atlético Bacabal | 8   | 4 | 2 | 2 | 0 | 7  | 3  | 4  |
| 3   | Bacabal          | 5   | 4 | 1 | 2 | 1 | 2  | 2  | 0  |
| 4   | ITZ Sport        | 3   | 4 | 1 | 0 | 3 | 9  | 6  | 3  |
| 5   | Balsas           | 1   | 4 | 0 | 1 | 3 | 1  | 7  | -6 |

|                  | CAB | BAC | BAL | BVO | ITZ |
| ---------------- | --- | --- | --- | --- | --- |
| Atlético Bacabal | —   | —   | —   | 1-1 | 3-2 |
| Bacabal          | 0–0 | —   | —   | —   | 1–0 |
| Balsas           | W.O | 0–0 | —   | —   | —   |
| Boa Vontade      | —   | 2-1 | W.O | —   | —   |
| ITZ Sport        | —   | —   | 7-1 | 0–1 | —   |

|  |                     |  |        |  |                      |
|  | Vitória do Mandante |  | Empate |  | Vitória do Visitante |